# Bronzeschwanz-Saphirkolibri
Der Bronzeschwanz-Saphirkolibri (Chrysuronia oenone) oder Bronzeschwanzsaphir, gelegentlich auch Goldschwänzchen genannt, ist eine Vogelart aus der Familie der Kolibris (Trochilidae). Die Art hat ein großes Verbreitungsgebiet, das sich über die Länder Kolumbien, Venezuela, Ecuador, Brasilien, Peru und Bolivien erstreckt. Der Bestand wird von der IUCN als nicht gefährdet (Least Concern) eingeschätzt.

## Merkmale

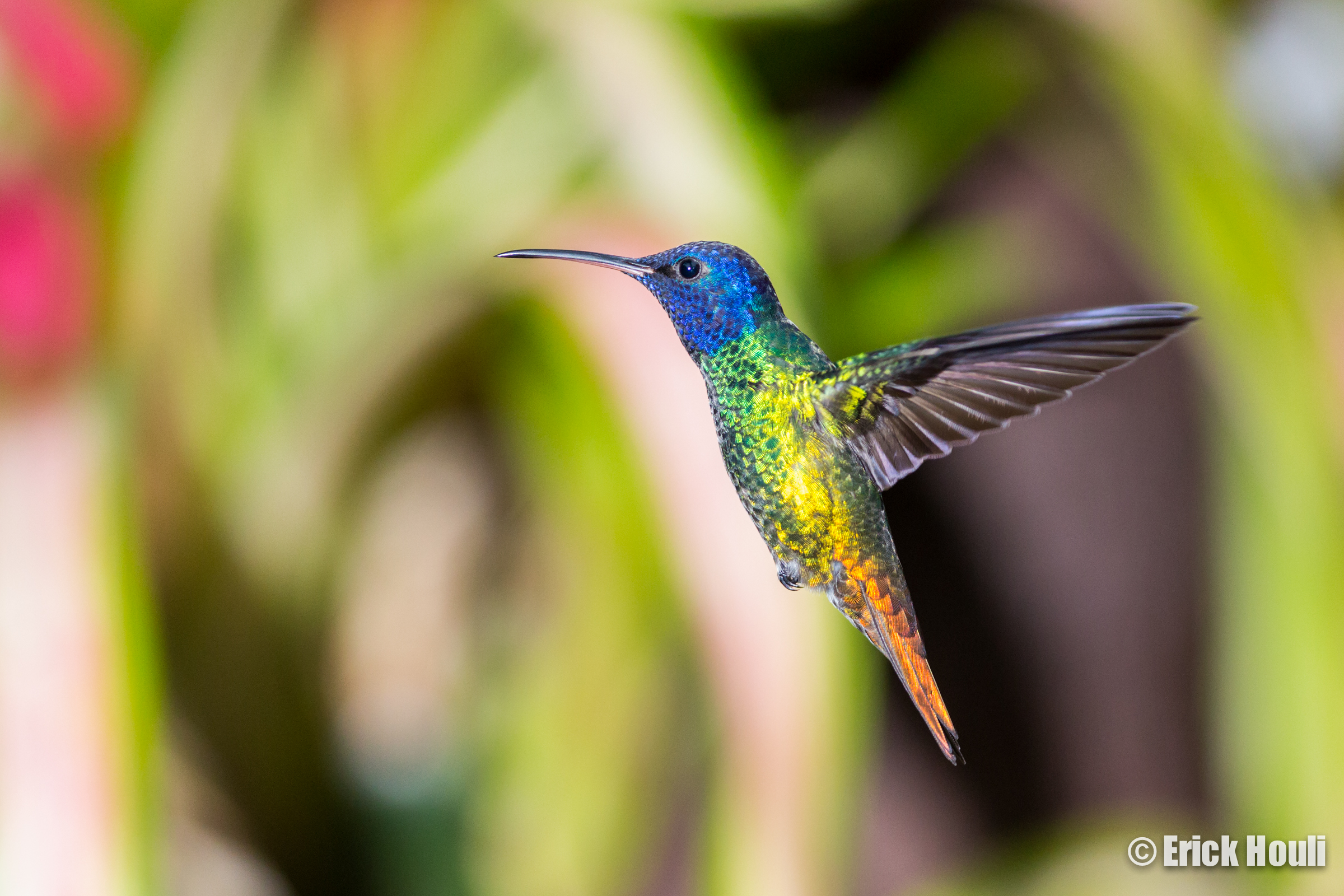
Bronzeschwanz-Saphirkolibri ♂

Der Bronzeschwanz-Saphirkolibri erreicht bei einem Körpergewicht von lediglich ca. 5,3 g eine Körperlänge von etwa 9,4 cm, wobei der leicht gebogene Schnabel 2 cm lang ist. Der Oberschnabel ist schwarz, der Unterschnabel rötlich. Der Kopf und die Kehle des Männchens glitzern blau, was aber in freier Natur wie schwarz aussieht. Der Rücken schimmert grün. Die Oberschwanzdecken sind kupferrot, während der leicht gegabelte Schwanz eine kupfergoldene Färbung aufweist. Spreizen sie den Schwanz, so wirkt er abgerundet. Die Brust und der Bauch sind grün und die Unterschwanzdecken graubraun. Es gibt einen deutlichen Geschlechtsdimorphismus. Der Kopf und die Oberseite des Weibchens schimmern grün. Wie bei Männchen sind die Oberschwanzdecken kupferrot, während der leicht gegabelte Schwanz eine kupfergoldene Färbung aufweist. Spreizen sie den Schwanz, so wirkt auch er abgerundet. Die äußeren Steuerfedern sind dicht grau gefleckt. Die Unterseite ist weiß mit grünen Sprenkeln an den Seiten, der Kehle und der Brust. Die Unterschwanzdecken sind graubraun. Männliche Jungtiere ähneln anfangs den Weibchen, haben aber blaue Flecken an der Kehle.

## Verhalten
In der Trockenzeit sammeln sie in großer Anzahl in mächtigen Baumkronen mit Blüten. Dabei verbringen beide Geschlechter viel Zeit mit anderen Kolibris zu streiten und diese zu verjagen um ihre kleinen Nahrungsreviere zu verteidigen. Gelegentlich sieht man sie auch als Einzelgänger an Pflanzen wie der zu den Rötegewächsen gehörenden Gattung Palicourea. Hier sind sie von den unteren Straten in Straßennähe bis den oberen Baumkronen in kleineren Lichtungen von Waldgebieten präsent. Männchen sind territorialer als die Weibchen, dafür sieht man Weibchen eher beim Traplining, d. h., sie fliegen regelmäßig in rascher Folge ganz bestimmte Blüten an. Beide Geschlechter jagen und sammeln auch winzige Insekten. In der Regenzeit singen die Männchen deutlich häufiger. In der Zeit von Mai bis Juli sind sie eher alleine oder in losen Gruppen unterwegs.

## Lautäußerungen
Der Gesang der Bronzeschwanzsaphire klingt sehr variabel. So ist es durchaus möglich, dass jedes Individuum sein eigenes Gesangsrepertoire hat. Meist beginnen und enden diese mit hohen Piepstönen. Während die Männchen einzeln auf einem Ast in der Baumkrone sitzen, singen sie ein hohes, hellklingendes, piepsiges und abgehacktes Lied. Dies kann z. B. wie Pik!pa-ta-la-pik-tik...pa-ta-la-pik-tik bzw. mit weniger Struktur pazik-tik,zik oder gar als piepsiges tschik, taacher-Ekik-ta-chii-E-kik... und so weiter klingen. Gelegentlich singen sie ohne erkennbare Unterbrechungen.

## Lebensraum
Bronzeschwanz-Saphirkolibris halten sich gerne an feuchten Waldrändern mit Sekundärvegetation, lockeren Baumlandschaften, Kaffee- und Kakaoplantagen und Gärten auf. Meist sind diese in den Vorgebirgen und in den Bergen. In der Trockenzeit sind sie einer der häufigsten Arten an den Korallenbäumen (Erythrina) der Anden und nördlichen Kordilleren Venezuelas. Es wird vermutet, dass sie im November saisonal über den Pass Portachuelo El Macho im Bundesstaat Aragua ziehen. Allerdings erfordert das Zugverhalten dieser Art weitere Forschung.

## Fortpflanzung
Zur Brutzeit von April bis Mai ziehen sie laut dem venezolanischen Ornithologen Miguel Lentino eher in die nördlicheren Regionen. Melbourne Armstrong Carriker beobachtete im Juni im Departamento de Norte de Santander und im Westen des Departamento de Antioquia zwei Weibchen in Brutstimmung.

## Unterarten
Es sind zwei Unterarten bekannt:

Verbreitungsgebiet (grün) des Bronzeschwanz-Saphirkolibris

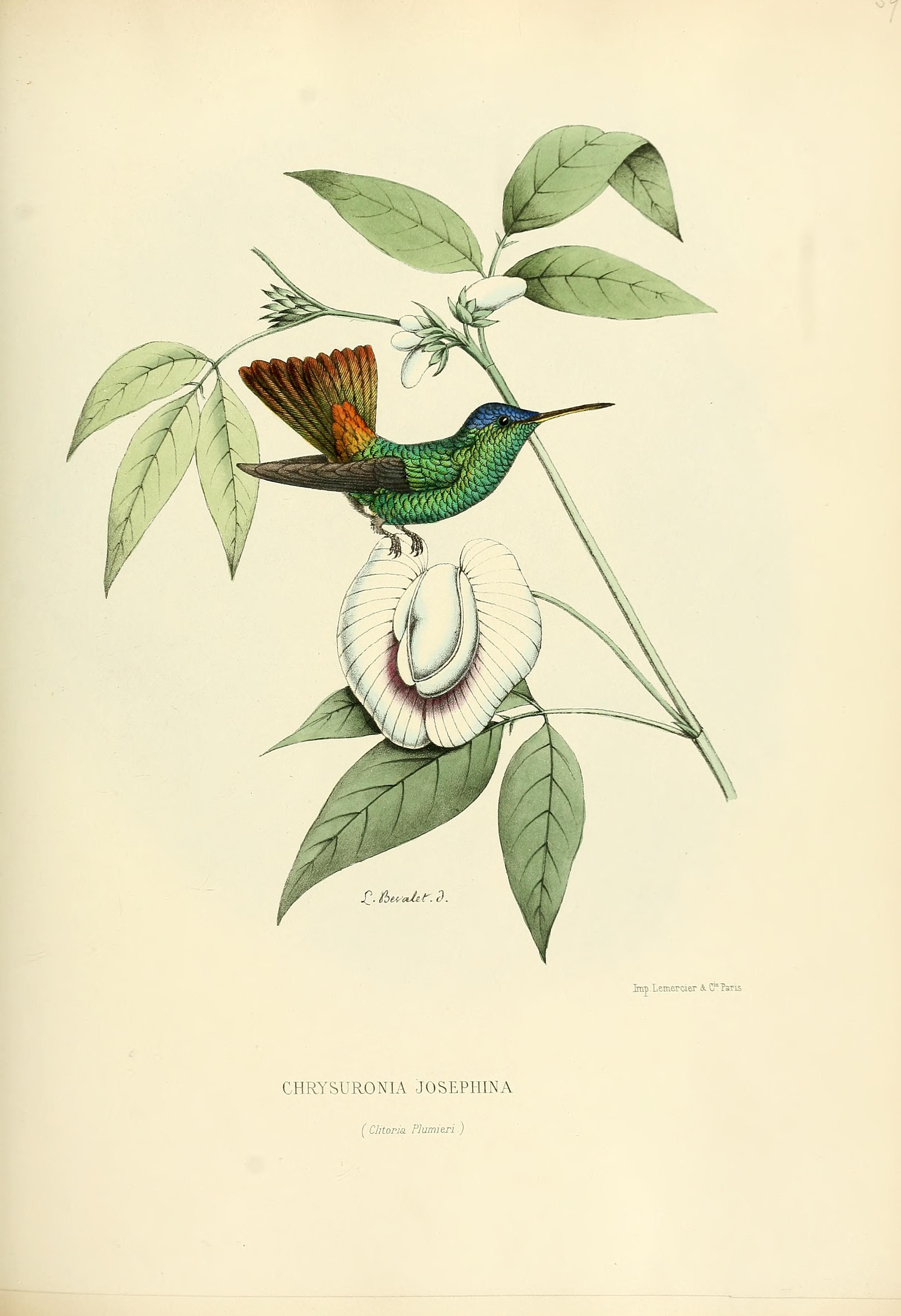
Chrysuronia oenone josephinae

- Chrysuronia oenone oenone (Lesson, RP, 1832)[5] – Die Nominatform kommt im Osten Kolumbiens und dem Norden und  Osten Venezuelas über den Osten Ecuador und den Nordosten Perus sowie dem Westen Brasiliens vor.
- Chrysuronia oenone josephinae (Bourcier & Mulsant, 1848)[6] – Diese Unterart ist im Osten von Peru und dem Norden von Bolivien verbreitet. Der blaue Kehlfleck des Männchens ist im Unterschied zur Nominatform wenig ausgeprägt. Außerdem haben sie einen grünen Bürzel und kupferne Schwanzdecken.[7]

Die Unterart Chrysuronia oenone alleni (Elliot, 1888), die häufig in der Literatur genannt wird, gilt heute als Synonym zu Chrysuronia oenone josephinae.

## Etymologie und Forschungsgeschichte
René Primevère Lesson beschrieb den Bronzeschwanz-Saphirkolibri unter dem Namen Ornismya œnone. Das Typusexemplar stammte angeblich aus Trinidad, was aber wahrscheinlich nicht der Sammelort war. Erst 1850 führte Charles Lucien Jules Laurent Bonaparte die Gattung Chrysuronia u. a. für diese monotypische Art ein. Dieser Name ist eine Kombination zweier Artennamen chrysura und oenone, die Bonaparte der Gattung zugeordnet hatte. Chrysura leitet sich von den griechischen Wörtern »chrysos, χρυσος« für »Gold« und »-ouros, oura, -ουρος, ουρα« für »-schwänzig, Schwanz« ab. Das Artepitheton und zweite Teil des Gattungsnamens ist der griechischen Nymphe Oinone gewidmet.Josephinae wurde ursprünglich Benoîte Marguerite Joséphine Lacroix geb. Labruyère (1805–1874) gewidmet. Sie war die Frau von Charles Jullien Lacroix (1800–1880), der 1848 zum Abgeordneten von Beaujolais ernannt wurde und ein Förderer von Jules Bourcier war. In seinem späteren Werk über Kolibris widmete Mulsant den Namen zusätzlich Joséphine Mulsant geb. Bellier de Villentroy (1833–1925), der Frau von Fleury Mulsant (1828–1909). Alleni ist Joel Asaph Allen (1838–1921) gewidmet.